# Benedikt Dorsch
Benedikt Dorsch (* 10. Januar 1981 in Garmisch-Partenkirchen) ist ein ehemaliger deutscher Tennisspieler.

## Karriere

### College Tennis
Benedikt Dorsch begann mit fünf Jahren mit dem Tennis und war als Jugendlicher die Nummer 2 der deutschen Juniorenrangliste. Nach seinem Abitur studierte er von 2002 bis 2005 an der Baylor University Business Administration und spielte dort College Tennis. Er wurde zu einem der erfolgreichsten Tennisspieler der Universität. In seinem ersten Jahr gewann er die ITA National Intercollegiate Indoor Championships und stand ein Jahr später im Finale der NCAA Division I Men’s Tennis Championships. 2004 gewann er den Mannschaftsbewerb der NCAA Division I und 2005 den Einzeltitel. Er gewann mit der Mannschaft die Big 12 Men’s Tennis Championships vier Jahre in Folge und wurde 2005 als bester Spieler ausgezeichnet.

### Profi-Tour
Dorsch spielte bereits vor und während seines Studiums Turniere auf der ITF Future Tour und ATP Challenger Tour. 2004 gewann er seinen ersten Doppeltitel auf der Future Tour, ein Jahr später seine ersten beiden Einzeltitel. Seinen einzigen Auftritt bei einem Grand-Slam-Turnier hatte er 2006 in Wimbledon. Nach überstandener Qualifikation stand er im Einzelfeld und traf in der ersten Runde auf den Belgier Xavier Malisse, die damalige Nummer 43 der Weltrangliste. Ihm unterlag er klar in drei Sätzen.
Zu seinem Debüt auf der ATP World Tour kam er im März 2007 gleich bei einem Masters Turnier. In Miami ging er mit Horia Tecău als Ersatzpaarung an den Start, verlor sein Auftaktmatch aber in drei Sätzen. Im Juli besiegte er in Pensa den Russen Michail Ledowskich und feierte seinen ersten Einzeltitel auf der Challenger Tour. Sowohl im Einzel als auch im Doppel stand er am Jahresende knapp vor dem Sprung in die Top 200.
Das Jahr 2008 sollte für Dorsch das erfolgreichste werden. Bereits zu Jahresbeginn gewann er in Dallas an der Seite von Björn Phau seinen ersten Doppeltitel auf Challenger Level. Durch diesen Erfolg erreichte er mit dem 189. Rang seine beste Doppelplatzierung. Im Einzel schaffe Dorsch in Doha und San José die Qualifikation fürs Hauptfeld, schied aber jeweils in der ersten Runde aus. Mehr Erfolg hatte er auf der Challenger Tour. Im Juni gewann er in Recanati seinen zweiten Doppeltitel und in Pensa gelang ihm die erfolgreiche Titelverteidigung im Einzel. Im Mai 2009 erreichte er mit dem 127. Rang seine beste Einzelplatzierung. Aufgrund eines Bandscheibenvorfalls zog sich Dorsch vom Profitennis zurück und trat nur noch bei vereinzelten Turnieren in der Qualifikation an. Nach einer Niederlage gegen Dominik Meffert bei der Qualifikation für BMW Open 2012 beendete er seine Karriere.
Nach seiner aktiven Karriere arbeitet Dorsch in der IT-Branche. 2015 wurde er in die Hall of Fame seiner Universität aufgenommen.

## Erfolge
| Legende (Anzahl der Siege)  |
| Grand Slam                  |
| ATP World Tour Finals       |
| ATP World Tour Masters 1000 |
| ATP World Tour 500          |
| ATP World Tour 250          |
| ATP Challenger Tour (4)     |

### Einzel

#### Turniersiege
| Nr. | Datum         | Turnier   | Belag     | Finalgegner        | Ergebnis       |
| --- | ------------- | --------- | --------- | ------------------ | -------------- |
| 1.  | 29. Juli 2007 | Pensa (1) | Hartplatz | Michail Ledowskich | 7:5, 5:7, 6:1  |
| 2.  | 26. Juli 2008 | Pensa (2) | Hartplatz | Serhij Stachowskyj | 1:6, 6:4, 7:66 |

### Doppel

#### Turniersiege
| Nr. | Datum           | Turnier  | Belag         | Partner    | Finalgegner               | Ergebnis |
| --- | --------------- | -------- | ------------- | ---------- | ------------------------- | -------- |
| 1.  | 2. Februar 2008 | Dallas   | Hartplatz (i) | Björn Phau | Scott Lipsky David Martin | 6:4, 6:4 |
| 2.  | 21. Juni 2008   | Recanati | Hartplatz     | Björn Phau | Yu Xinyuan Zeng Shaoxuan  | 6:3, 7:5 |